# Libanese Strijdkrachten
De Forces Libanaises (Arabisch: القوات اللبنانية, al-Quwwāt al-Libnānīyah, Nederlands: Libanese Strijdkrachten) was de benaming van een militie, thans politieke partij in Libanon.
Als christelijke militie speelde de Forces Libanaises een belangrijke rol tijdens de Libanese Burgeroorlog van 1975 tot 1990. Na de burgeroorlog werd de FL omgevormd tot een politieke partij. Tot de Cederrevolutie van begin 2005 werden de activiteiten van de FL ernstig belemmerd door Syrië. Als gevolg van de Cederrevolutie was de Syrische regering genoodzaakt haar troepen uit Libanon terug te trekken. Sindsdien kan de FL haar activiteiten vrijelijk ontplooien.

## Geschiedenis

### 1977-1982

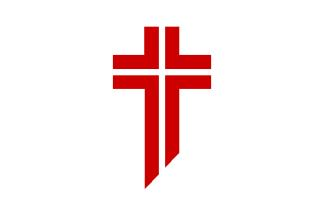
Vroegere logo van de FL

De FL werd in 1977 door Bashir Gemayel opgericht als militaire tak van het Libanees Front, de coalitie van christelijke en rechtse partijen, om te strijden tegen de milities van de Libanese Nationale Beweging van linkse islamitische en seculiere partijen.
De FL was de sterkste christelijke organisatie tot haar uiteenvallen in 1978. De Forces Libanaises was een los verbond van christelijke milities, de militaire tak van de Falangistische Partij, de Kataeb Reguliere Strijdkrachten, van Pierre Gemayel, de Tijgermilitie (van de Nationaal-Liberale Partij) van oud-president Camille Chamoun, de Marada Brigade van oud-president Suleiman Franjieh en de radicale Bewakers van de Ceders van Ettienne Saqr. In 1978 viel het Libanees Front uiteen toen oud-president Franjieh tegen de steun van Israël aan het front was. Hij en zijn aanhangers verlieten het front. In juni 1978 werd er door Bashir Gemayel een aanval bevolen op het huis van de familie Franjieh in Ehden. Hierbij kwamen Tony Franjieh (zoon van Suleiman Franjieh), diens vrouw en tweejarig dochtertje en 30 anderen om het leven. De actie was niet zozeer een wraakactie omdat Suleiman Franjieh het Libanees Front had verlaten maar om hem op die manier te dwingen zich weer bij het front aan te sluiten. Dit bleef echter uit en Franjieh en diens Marada Brigade kregen steun van Syrië in hun verzet tegen de FL. Een deel van de Marada Brigade had zich moeten overgeven en werd opgenomen in het FL.
De eenheid binnen het maronitische kamp was nu gebroken. Op 7 juli 1980 ging de FL over tot een verrassingsaanval op de Tijgermilitie (Arabisch: Numur) van de Nationaal-Liberale Partij (NLP). De Tijgermilitie maakte officieel deel uit van de FL, maar was wel een zelfstandige eenheid binnen de organisatie en stond onder leiding van Dany Chamoun, zoon van oud-president en NLP-leider Camille Chamoun. Gemayel wilde van de FL een centraal geleide christelijke militie maken, onder zijn centrale gezag. In de straten van Oost-Beiroet vonden hevige gevechten plaats tussen het FL en de Tijgermilitie, waarin de laatsten het onderspit dolven. De restanten van de Tijgermilitie werden opgenomen in het FL, dat nu de machtigste christelijke militie was geworden. Met uitzondering van de Armeense milities en de restanten van de Marada Brigade was de FL de enige christelijke militie in Libanon.

### 1982-1988
Bashir Gemayel werd op 23 augustus 1982 tot president van Libanon gekozen. Op 14 september 1982 werd het hoofdkwartier van de Falangistische Partij in Beiroet getroffen door een bomaanslag waarbij Bashir Gemayel en zijn volgelingen om het leven kwamen. Hierna richtte de FL de Bloedbaden in Sabra en Shatila aan waarbij vooral de Palestijnen in vluchtelingenkampen het slachtoffer werden. Bashir Gemayels broer, Amin Gemayel, werd de nieuwe president van Libanon en zijn neef Fadi Frem werd de nieuwe commandant van de FL. De relatie tussen Amin Gemayel en Fadi Frem was koel en in 1984 werd de laatste als commandant vervangen door een andere neef van Gemayel, Fuad Abou Nader. In 1985 werd Abou Nader echter aan de kant geschoven door Elie Hobeika die commandant werd van de FL.
Hobeika begon geheime onderhandelingen te voeren met de Syriërs. Hij hoopte de sympathie van de Syriërs te winnen en tot president van Libanon te worden benoemd. Op 28 december 1985 tekenden Hobeika, Nabih Berri van Amal en Druzen-leider Walid Jumblatt van de Progressieve Socialistische Partij (PSP) onder druk van de Syriërs het Tripartite Akkoord. Volgens het Tripartite Akkoord zouden de FL, Amal en de PSP ophouden elkaar de bevechten en moesten de confessionele verhoudingen veranderen. President Amin Gemayel en stafchef Samir Geagea waren tegen het Tripartite Akkoord omdat in hun ogen de macht van de christenen zou verzwakken. Geagea werd commandant van een ontevreden FL-fractie en viel op 15 januari 1986 het hoofdkwartier van de FL in Oost-Beiroet, waar Hobeika zich ophield, aan. Hobeika vluchtte naar Parijs en vestigde zich later in Damascus. Geagea herbewapende en herorganiseerde zijn FL-fractie en in de gebieden beheerst door de FL voerde Geagea een sociaal welzijnsprogramma in.
Later (1989) keerde de FL zich krachtig tegen het Akkoord van Ta'if (22 oktober 1989), dat o.a. voorzag in een nieuwe machtsverdeling onder christenen en moslims.

### 1988-1990
In september 1988 liep de ambtstermijn van president Amin Gemayel af. Men was er niet in geslaagd een nieuwe president te kiezen. Op 23 september 1988, de dag dat zijn ambtstermijn verstreek benoemde Gemayel op de valreep een zes officieren tellende militaire overgangsregering onder leiding van de chef van de generale staf, de maroniet, generaal Michel Aoun. De benoeming van Aoun tot premier was een ernstige schending van het Nationaal Pact uit 1943. Volgens het Nationaal Pact moest de premier namelijk altijd een soennitische moslim zijn. Onder leiding van de soenniet Selim al-Hoss werd een internationaal erkende tegenregering gevormd. De FL besloot generaal Aoun te steunen. Later trok Hobeika zijn steun aan Aoun terug, waarna er in februari 1989 een krachtmeting plaatsvond in Oost-Beiroet tussen de soldaten van Aoun en de FL van Geagea. Er vielen meer dan 70 doden. Op 18 februari 1989 onderwierp Geagea zich aan Aoun. Aoun trachtte zijn machtsgebied verder uit te breiden, maar de Syriërs sloten daarop het door Aoun en Geagea gecontroleerde gebied af. Op 14 maart kondigde Aoun een bevrijdingsoorlog af tegen Syrië. Geagea zag in dat een oorlog tegen Syrië zinloos was, maar gezien de populariteit van Aoun onder de christelijke bevolking, bleef hij hem steunen.
In 1990 heeft Aoun de oorlog verklaard tegen de FL. Hij probeerde de macht in Oost-Beiroet en de noordelijke kuststreek over te nemen maar Aoun was zwaar verslagen. De strijd werd grotendeels in het voordeel van Geagea beslecht, de noordelijke kuststreek en Oost-Beiroet vielen in handen van de FL. In oktober 1990 werden Aoun en diens manschappen verslagen. Aoun vond asiel in de Franse ambassade.

### 1990-heden
Na de Libanese Burgeroorlog werd de FL een politieke partij en bood president Elias Hrawi Geagea meerdere malen een ministerspost aan, maar hij weigerde steeds omdat hij tegen de Syrische aanwezigheid in Libanon was. De relatie tussen Geagea en de regering werden hierdoor steeds slechter.
In 1994 werd Geagea op last van de Libanese autoriteiten gearresteerd en ervan beschuldigd dat hij zijn FL nooit had omgevormd van een militie tot een politieke partij. Ofschoon zijn medestanders hem hadden gewaarschuwd voor een ophanden zijnde arrestatie en hem hadden geadviseerd om Libanon te verlaten, weigerde hij Libanon te ontvluchten. Hij werd meerdere malen tot levenslang veroordeeld voor o.a. de moorden op ex-premier Rashid Karami (1987) en NLP-leider Dany Chamoun (1990). Volgens Amnesty International verliep het proces oneerlijk en was het politiek gekleurd.
FL-aanhangers namen actief deel aan de Cederrevolutie van (maart-juni) 2005 die als gevolg van de moord op premier Rafik Hariri plaatsvond en als doel had de Syriërs onder druk te zetten om hun troepen uit Libanon terug te trekken. De Syrische troepen verlieten stapsgewijs sinds april 2005 Libanon. De FL sloot zich aan bij de Lijst Martelaar Rafik Hariri, geleid door Saad Hariri. Bij de parlementsverkiezingen in Libanon die in mei en juni 2005 werden gehouden verkreeg de FL als onderdeel van de Lijst Martelaar Rafik Hariri 4% van de stemmen, goed voor vijf van de 128 zetels tellende Nationale Vergadering (Libanees parlement). Op 18 juli 2005 verkreeg Samir Geagea amnestie en vertrok samen met zijn vrouw Sitrida Geagea voor korte tijd naar Frankrijk, om zich uiteindelijk definitief in Libanon te vestigen. Samir Geagea werd na zijn terugkeer tot voorzitter van het Uitvoerend Comité van de Forces Libanaises gekozen. In 2015 was hij kandidaat voor het presidentschap van Libanon namens de coalitie van Hariri, maar in januari 2016 trok hij zich terug ten gunste van Michel Aoun, die toen werd gekozen.

## Ideologie
De FL is een centrumrechtse politieke partij en naar eigen zeggen streeft de partij naar een seculiere samenleving. Toch is de FL vooral een partij die gesteund wordt door christelijke maronieten.

## Partijlogo
Het huidige logo van de FL is een ceder op een rond wit veld met een rode omlijning.
Het vorige logo van de FL was een christelijk kruis. Dit lokte negatieve reacties uit onder priesters die de FL vroeg een ander logo aan te nemen vanwege het gewelddadige verleden van de beweging.

## Commandanten van de FL (als militie)
- Bashir Gemayel — 1977-1982
- Fadi Frem — 1982-1984
- Fuad Abou Nader — 1984-1985
- Elie Hobeika — 1985-1986
- Samir Geagea — 1986-1990

## Voorzitter van de FL (als partij)
- Samir Geagea — 1990-heden